# Pro & Contra. Argumente zur Zeit aus Die Zeit
Pro & Contra. Argumente zur Zeit aus Die Zeit ist ein literarisches Kompendium des deutschen Journalisten und Schriftstellers Rudolf Walter Leonhardt, das 1974 erstmals veröffentlicht wurde. Es basierte auf einer von Paul Flora eigens illustrierten wöchentlichen Kolumne in Form eines Diskurses der 1970er und 1980er Jahre in Die Zeit, die seinerzeit „Tausende von Lesern bewegte, überzeugte oder empörte“. Die Kolumne und das daraus resultierende Buch wurden mehrfach in der deutschen Literaturwissenschaft, Literaturkritik und Literatur rezipiert.

## Inhalt
Dem Buch liegen mehr als 50 „Pro & Contras“ zugrunde, die der langjährige stellvertretende Chefredakteur und Feuilletonchef der Wochenzeitung Die Zeit im Laufe der Jahre dort publizierte. Diese „Argumente“ entstanden, als Leonhardt seinen Kollegen im Feuilleton vorschlug, im überschaubaren Zeitrahmen von einem Jahr „eine regelmäßige Kolumne [zu] schreiben über die Argumente, die für oder gegen Entscheidungen in dieser oder jenen kontroversen Frage sprächen“. Das gesamte Projekt der Kolumne lief im Gegensatz zur ursprünglichen Absicht über zehn Jahre.
Dabei sah Leonhardt seine Idee als Widerspruch zur zeitgenössischen Entwicklung im Feuilleton an, da dort sich meist hochqualifizierte Spezialisten „streng und kompetent zu Fragen der Kunst und der Literatur, des Theaters und des Films, der Musik und der Architektur, der Erziehung und der Wissenschaft“ äußern würden. Bei den Kollegen und den Lesern erfreute sich die Kolumne über zehn Jahre großer Beliebtheit und selbst der Zeichner und Karikaturist Paul Flora lieferte lange Zeit speziell illustrierende Zeichnungen, bis ihm der wöchentliche Termindruck im Alter zu viel wurde und man im Verlag übereinkam, aus dem Fundus seines Werkes passende Karikaturen oder Zeichnungen auszuwählen.
Leonhardts eigentliches Ziel war es, zum immer wieder notwendigen Versuch beizutragen, sich vernünftig auseinanderzusetzen. Derartige Diskussionen erschienen ihm als die „einzig humane Art, mit Meinungsverschiedenheiten fertig zu werden“. Dabei sah er sich einem philosophischen Liberalismus verpflichtet, um das, was man denkt und fühlt, in bewusste Übereinstimmung zu bringen.
Leonhardt nahm sich kontroverse Themen der Zeitgeschichte vor, wie z. B. zur Hundesteuer, stellte seinen „Pro-&-Contra“-Abwägungen ein diesbezügliches Pressezitat oder bekannte Redewendungen des Volksmundes voran, um dann mit einer provokativen Frage das eigentliche Pro & Contra in vier bis fünf Punkten gegeneinander abzuwägen. Zum Schluss folgte – wie in einer klassischen Debatte oder einem Diskurs – die Conclusio in möglichst objektiver Form.
In den folgenden Leserbriefen fand er die meiste Anerkennung bei Pädagogen und Wissenschaftlern, die ihren Schülern und Studenten die „Argumente“ als Anschauungsmaterial für den Umgang mit kontroversen Fragen vorlegten.
Für sich selbst zog Leonhardt folgenden Schluss: „der erzieherische Einfluß auf den Schreiber selbst war gewaltig. Er, ein zu ironischer Distanzierung neigender Rationalist, hatte zwar kaum Ursache, an den immerwährenden Triumpf der Vernunft zu glauben; aber wie wenig Vernunft vermag, wenn sie nicht so sehr bewußt, sehr sorgfältig gepflegt wird - das hatte er vorher so nicht gewußt“.
Im Werk selbst gliedern sich die Argumente in sechs gliedernde Kapitel: Unser aller Alltag, Der Einzelne in Beruf und Gesellschaft, Von Schulen und Hochschulen, Sport, Spaß und Spiele, Politik und Moral, Sprache und Literatur. Abgeschlossen wird der Band durch eine Autobiographie in Kürze, den Argumenten folgend.
Als weitere Beispiel mögen die Argumente für oder wider Fremdwörter dienen. Doch selbst zu den Olympischen Spielen wusste Leonhardt die passenden Argumente zu liefern. Kontroversere Themen aus dem Bereich Politik und Moral waren da eher Tötung auf Verlangen, während einfachere Themen wie Argumente für und gegen das Radfahren nicht in die Zusammenstellung aufgenommen wurden.
Der Verlag selbst bezeichnete Pro & Contra. Argumente zur Zeit aus Die Zeit auf dem Umschlagtext als „Handbuch der Rhetorik“ sowie als „Diskussionshilfe“, da nach Pro & Contra stets eine Conclusio folgte.

## Ausgaben
- Rudolf Walter Leonhardt: Pro & Contra. Piper, München 1974, ISBN 3-492-02060-7, 244 S.
- Rudolf Walter Leonhardt: Pro & Contra. Argumente zur Zeit aus Die Zeit. Wilhelm Heyne Verlag, München 1989, ISBN 3-453-03405-8, 185 S.

## Rezeption
In der Literaturwissenschaft akzeptierte man Leonhardts Werk durchaus als Grundlagenlektüre. Auch für die Diskussion um den Wert der Klassiker sah man Leonhardts Kolumnenwerk als Bereicherung und „journalistisches Kabinettstück“ an, das man vollständig zitierte. Leonhardts Pro & Contra zur Literaturkritik wurde außerdem dem Werk Literatur und Kritik von Marcel Reich-Ranicki und Walter Jens vorangestellt. Im literarischen Bereich zitierte der ehemalige Chirurg Michael Trede den Abschnitt Kongresse in seinen autobiografischen Erinnerungen.